# Longeville-sur-la-Laines
Longeville-sur-la-Laines ist eine Ortschaft und eine ehemalige französische Gemeinde mit 401 Einwohnern (Stand: 1. Januar 2022) im Département Haute-Marne in der Region Grand Est.
Mit Wirkung vom 1. Januar 2016 wurden die bisherigen Gemeinden Puellemontier, Droyes, Longeville-sur-la-Laines und Louze zu einer Commune nouvelle mit dem Namen Rives Dervoises zusammengeschlossen und verfügen in der neuen Gemeinde über den Status einer Commune déléguée. Der Verwaltungssitz befindet sich im Ort Puellemontier.

## Lage
Der Ort liegt am Fluss Laines. Nachbarorte sind Puellemontier im Norden, Ceffonds im Osten, Louze im Südosten, Vallentigny im Südwesten, Hampigny im Westen und Villeret und Lentilles im Nordwesten.

## Bevölkerungsentwicklung
| Jahr      | 1962 | 1968 | 1975 | 1982 | 1990 | 1999 | 2008 | 2015 |
| --------- | ---- | ---- | ---- | ---- | ---- | ---- | ---- | ---- |
| Einwohner | 505  | 498  | 408  | 386  | 410  | 419  | 447  | 426  |

## Sehenswürdigkeiten
- romanisches Kloster Boulancourt
- Marienstatue
- Kirche Sainte-Marie, Monument historique seit 1992

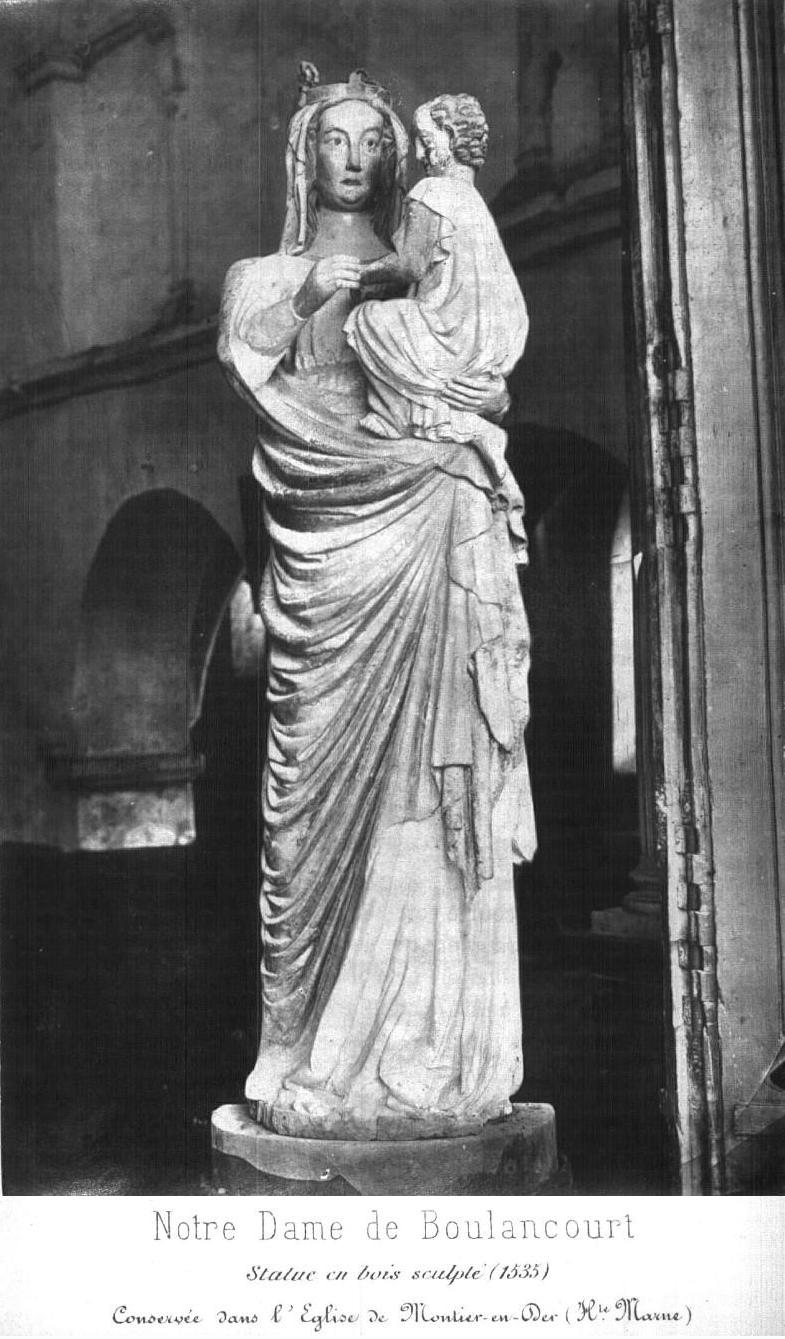
Marienstatue
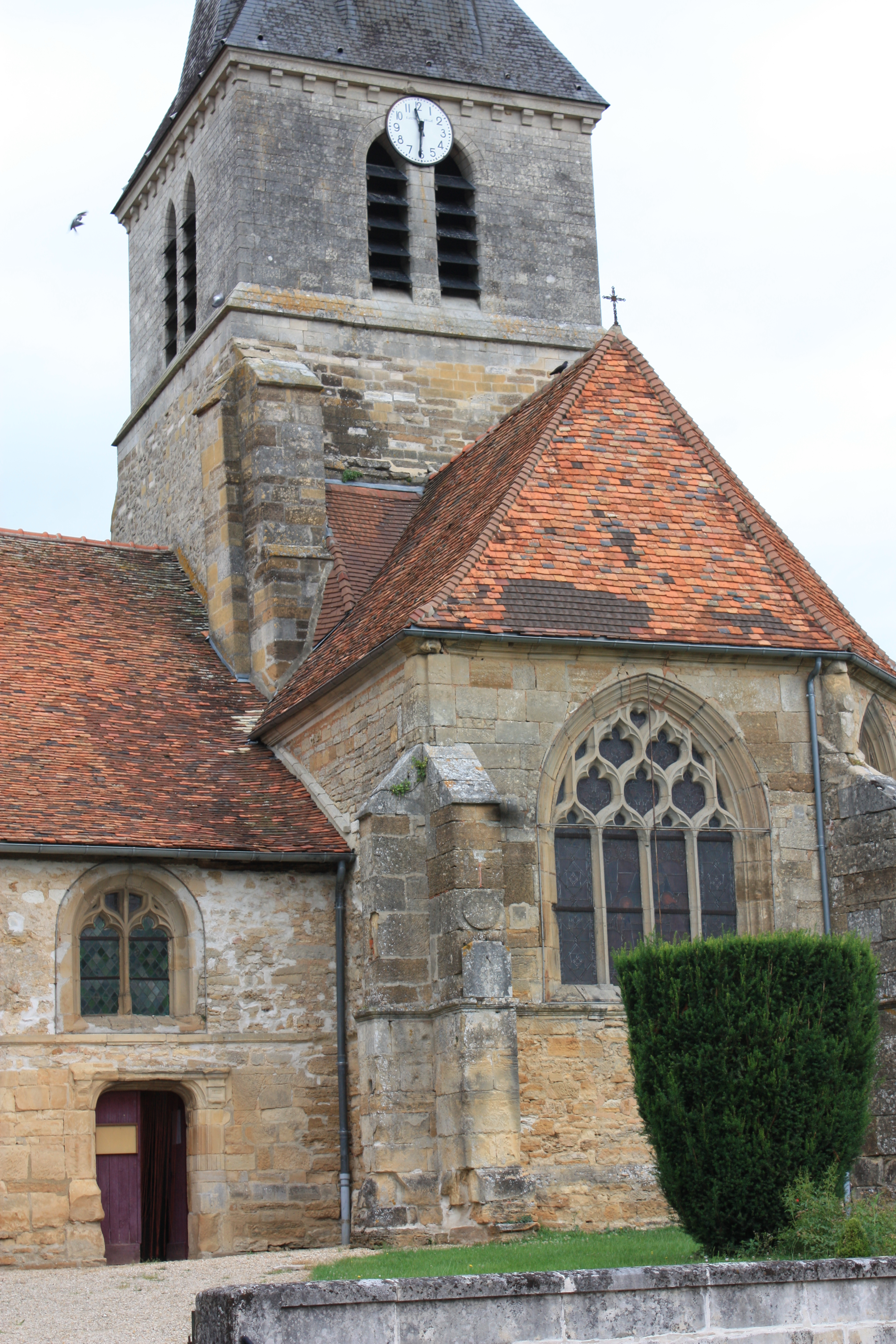
Kirche Sainte-Marie